# Guangxi Sports Center
El Guangxi Sports Center Stadium (en chino, 广西体育中心) (en español, Centro Deportivo de Guangxi) es un estadio multipropósito ubicado en la ciudad de Nanning, China. Es usado mayormente para la realización de partidos de fútbol. Fue inauguardo en 2010 y cuenta con una capacidad de 60 000 espectadores.

## Historia
El Guangxi Sports Center de Nanning fue la sede de la primera China Cup en el año 2017, siendo la única sede del torneo, albergando el partido inaugural entre el Local China contra Islandia. Luego la otra semifinal entre el favorito Chile contra Croacia, dando como ganador a Chile definiéndose por la tanda de penaltis.
Por último fue el estadio de la final de la China Cup, donde se proclamó como campeón a la selección de fútbol de Chile sobre Islandia, a quien derrotó por un gol a cero con gol de Ángelo Sagal.

### Partidos de la Selección China jugados en el Guangxi Sports Center
| China Cup 2017, Semifinal; 10 de enero de 2017, 20:00 | China | 0:2 (0:0) | Islandia                          | Guangxi Sports Center, Nanning                             |                                                            |
|                                                       |       | Reporte   | Finnbogason 65' · Sigurðarson 89' | Asistencia: 23.876 espectadores Árbitro(s): Kim Jong-hyeok | Asistencia: 23.876 espectadores Árbitro(s): Kim Jong-hyeok |

| China Cup 2017, Partido por el tercer lugar; 14 de enero de 2017, 15:35 | China                                                                  | 1:1 (0:1) (4:3 p.)         | Croacia                                          | Guangxi Sports Center, Nanning                           |                                                          |
|                                                                         | Wang Jingbin 87'                                                       |                            | Ivanušec 37'                                     | Asistencia: 25.576 espectadores Árbitro(s): Ko Hyung-jin | Asistencia: 25.576 espectadores Árbitro(s): Ko Hyung-jin |
|                                                                         |                                                                        | Tiros desde el punto penal |                                                  |                                                          |                                                          |
|                                                                         | Yin Hongbo · Chi Zhongguo · Fan Xiaodong · Wang Jingbin · Wang Jinxian |                            | Pivarić · Ozobić · Perošević · Juranović · Mišić |                                                          |                                                          |

| China Cup 2018, Semifinal; 22 de marzo de 2018, 19:35 | China | 0:6 (0:4) | Gales                                           | Guangxi Sports Center, Nanning                                |                                                               |
|                                                       |       | Reporte   | Bale 2', 21', 62' · Vokes 38', 58' · Wilson 45' | Asistencia: 36.573 espectadores Árbitro(s): Mohd Amirul Izwan | Asistencia: 36.573 espectadores Árbitro(s): Mohd Amirul Izwan |

| China Cup 2018, Partido por el tercer lugar; 26 de marzo de 2018, 15:35 | China       | 1:4 (1:0) | República Checa                                       | Guangxi Sports Center, Nanning                          |                                                         |
|                                                                         | Xiaodong 5' | Reporte   | Kalas 58' · Schick 59' · Krmenčík 62' · Kadeřábek 78' | Asistencia: 15.815 espectadores Árbitro(s): Chris Beath | Asistencia: 15.815 espectadores Árbitro(s): Chris Beath |

| China Cup 2019, Semifinal; 21 de marzo de 2018, 19:35 | China | 0:1 (0:1) | Tailandia      | Guangxi Sports Center, Nanning |                                |
|                                                       |       | Reporte   | 33' Songkrasin | Árbitro(s): Salman Ahmad Flahi | Árbitro(s): Salman Ahmad Flahi |

| China Cup 2019, Partido por el tercer lugar; 25 de marzo de 2018, 15:30 | China | 0:1 (0:1) | Uzbekistán     | Guangxi Sports Center, Nanning                                   |                                                                  |
|                                                                         |       | Reporte   | 35' Shomurodov | Asistencia: 10.391 espectadores Árbitro(s): Mohammed Al Shummari | Asistencia: 10.391 espectadores Árbitro(s): Mohammed Al Shummari |